# 內田統續
內田 統續（弘治3年（1556年）? - 慶長5年1600年），日本戰國時代、安土桃山時代武將，幼名宮壽、通稱忠三郎、忠兵衛、忠右衛門、監物，一名連滿，為立花家侍大將、家老兼武者奉行。內田鎮家之子，弟為內田連久（後成為統續養子），妻為立花鎮實之女（後改嫁安東連直）。

## 生平

### 出自
內田氏之先祖以相良三郎長賴庶流・內田左衛門太夫宗賴為始，代代居住肥後國山鹿郡內田村日渡城。文龜年間日渡城沒落，受大友氏相助一族移至豐後，至內田鎮次奉命輔佐大友家重臣戶次親家(立花道雪生父)，並從大友義鎮(大友宗麟)處受賜“鎮”字，一族代代皆允許使用。
內田鎮次與同僚森下備中(第二代森下備中守)共同於軍事、政務等方面發揮手腕，為戶次家的壯大貢獻不小，因此被讚譽為「戶次的二王」。
內田統續之父為鎮次的次男，在豐後藤北領有高十町的領地俸祿。

### 早期經歷
戶次鑑連受大友宗麟之命轉封筑前，於元龜2年（1571年）5月形式上的繼承了立花氏並且受任筑前守護代，改稱戶次(立花)道雪。
此時統續與父親鎮家作為內田家庶流，跟隨主君前往筑前。
統續有「為人磊落不羈、於戰陣有功」之評價，繼承其父內田鎮家之名跡地位，從道雪處拜領「連」字、取名「連滿」。擔任物見役(偵查隊長)，並身兼立花家32槍柱與力頭之一。
在主家大友家於永祿~天正年間討平、掃蕩筑前動亂以及天正年間筑後遠征時期，內田一族作為戶次/立花家軍團的一隊，於後陣或作為親衛隊負責防守亦常衝鋒在前負傷討敵立功。統續在大友義統作為大友氏當家時期受到褒讚，受領「統」字才正式從連滿改名「統續」。

### 新生立花家時期
天正15年（1587年），經過豐臣秀吉發動的九州征伐後，立花家受封筑後柳川為大名，此時統續擔任立花家的侍大將、旗本先手役，領有俸祿一千五百石，為總奉行四人眾之一人。同年9月，九州肥後發生國人一揆動亂，統續跟隨主君立花宗茂出兵討伐；翌年5月27日，發動謀反的隈部親永一族共十二人被帶至立花家居城柳川城的黑門一地接受處罰，而立花宗茂為顧全隈部一族的武士名譽，選拔家中十二位武將與其單挑，此時統續參戰並成功擊殺對手。
文禄元年（1592年），統續作為立花家備隊大將參加由豐臣秀吉發動的侵略朝鮮戰役，立花家在其中一場由中、日、韓三方參與的決戰「碧蹄館之戰」中擔任先鋒。統續原本和家中極具聲譽、同為侍大將的十時惟道以及池邊永晟擔任中備大將，因惟道不願讓擔任先陣的家中重臣小野鎮幸和米多比鎮久有失，便與統續抱著決死之心一起要求擔當先陣。此役中，統續率領鐵砲隊射擊敵軍、十時惟道發動投槍並拔刀突擊，以5百兵力奮迅作戰，逼退數千敵軍，最後由小野鎮幸和立花宗茂合作夾擊、擊退敵軍。戰鬥期間，在惟道突圍撤退之際，遭明將李如梅毒箭射中，於日後身亡，永晟亦在代惟道指揮部隊撤退後，再一次突擊之中戰死。此時，立花宗茂遵循十時惟道之遺言，讓統續繼承家老兼代行揮動軍配指揮軍隊的武者奉行職務。往後統續總是後悔自己沒能和惟道、永晟一同戰死，導致他在往後任何戰役中皆向敵軍最為密集之處衝鋒，以試圖發洩其武勇並尋死。
文祿5年（1596年）年，立花家從朝鮮回國後，受命參加伏見城普請的工作，這時統續以家老身分與同僚佐伯惟幸擔任立花家的伏見屋敷管理者，並監督工事進行。但是由於管理下的足輕、工人與宇喜多家的下人發生爭執並殺傷對方，甚至將其投河，演變成立花家與宇喜多家的爭執。事後，佐伯惟幸遭撤職成為浪人，引咎切腹自殺，統續也同樣受到罪責而遭撤職成為浪人，但由於父祖的功績免於切腹，改為僅受領馬飼料六百石俸祿，統續此時忍辱偷生蟄居於蒲池村，只為求在戰場為主君捨命，靜靜等待時機。

### 關原之戰時期、戰死
朝鮮戰役結束後，日本因豐臣秀吉之死而再度分裂，分為東、西兩邊對抗。慶長5年（1600年），立花家此時加入豐臣西軍，此時統續找到機會自告奮勇參軍，於是受任宗茂的十一名母衣武者之筆頭，並恢復原本的俸祿。
立花軍於同年9月被派往近江大津城攻打中途反叛至東軍的京極高次。此戰的總大將毛利元康於9日到11日的作戰頓挫未獲戰果，11日晚至12日凌晨遭京極軍夜襲陣營，而立花宗茂因早先預測到而未損兵卒且擊退敵軍襲擊；12日，由於擁有3千兵力的京極軍守城抵抗，西軍開始填埋大津城外濠，一方面藉由立花軍特殊的斬濠戰術及三倍速鐵砲射擊令處於大津城東側的京極軍無法反擊。9月13日，立花軍以立花成家為先鋒進攻大津城的外城壁。然而大津城的城門經防禦設計，使得大量軍隊在進出城門時僅有小部分兵力得以通過，統續此時攀爬城牆，遭遇在牆後防守的大量敵兵；他在獨自越牆時遭敵軍以槍刺中胸膛，同時被薙刀傷及右手，因而翻落城牆，於是伏地以左手揮動采配指揮兵隊並激勵友軍踩踏自己的身體上前攻城，最後與部屬6人一同陣亡於城壁下，人人皆稱其壯烈。
內田統續身亡後，其弟內田連久以統續養子的身分繼承家族，在立花宗茂回封柳川後也回歸立花家延續家系。

## 人物逸聞
慶長5年（1600年），統續以負罪之身自告奮勇參軍，向部下說道:「當年我與親友約定俱死戰場，卻苟延殘喘活至今日，深感可恥，此次能夠參軍真乃面目之至，我當上報君國，下報亡友惟道、永晟，汝等亦隨我奮鬥吧!」。最終主從6人壯烈戰死於大津城壁下。